# Osborne Anderson
Osborne „Ty” Anderson (született: Asbjørn Andersen), (Norvégia, Østfold megye, Fredrikstad, 1908. október 15. – USA, Massachusetts, Lynn, 1989. január 31.) olimpiai ezüstérmes amerikai jégkorongozó.
Részt vett az 1931-es jégkorong-világbajnokságon, és ezüstérmes lett a válogatottal. 6 mérkőzésen 3 gólt ütött.
Az 1932. évi téli olimpiai játékokon, a jégkorongtornán, Lake Placidban, játszott a amerikai jégkorong-válogatottban. Csak négy csapat indult. Oda-visszavágós rendszer volt. A kanadaiaktól kikaptak 2–1-re, majd 2–2-es döntetlent játszottak. A németeket 7–0-ra és 8–0-ra győzték le, végül a lengyeleket 5–0-ra és 4–1-re verték. Ez az olimpia világbajnokságnak is számított, így világbajnoki ezüstérmesek is lettek. Mind a 6 mérkőzésen játszott és 1 gólt ütött.
Az olimpia után az Eastern Hockey League-es Atlantic City Sea Gullsban játszott 1939-ig. Majd 1940 és 1947 között a Boston Olympicsban.